# Panel professionnel
Le panel professionnel (anglais : Vocational panel) est l'une des trois méthodes utilisées pour élire les membres du Seanad Éireann, la chambre haute du parlement (Oireachtas) de l’Irlande.
La composition du Seanad Éireann est défini de manière succincte dans l'article 18 de la Constitution de l'Irlande, qui prévoit 11 membres nommés par le Taoiseach, 6 sénateurs élus par les universités et 43 sénateurs élus par 5 panels professionnels. La composition de chaque panel et les procédures d'élection sont définies dans la loi de 1947 : Seanad Electoral (Panel Members) Act, 1947. 

## Panels
L'article 52 de la loi de 1947 définit le nombre de sénateurs à élire dans chacun des groupes. La loi prévoit également la division de chaque groupe en deux sous-groupes : le sous-groupe des organismes de nomination et le sous-groupe de Oireachtas ; et pour l'élection des membres des groupes spéciaux et des sous-panels, comme suit :
| Panel                                 | Sénateurs | Nombre minimum pour chaque sous-panel |
| ------------------------------------- | --------- | ------------------------------------- |
| Panel de l'administration             | 7         | 3                                     |
| Panel de l'agriculture                | 11        | 4                                     |
| Panel de la culture et de l'éducation | 5         | 2                                     |
| Panel de l'industrie et du commerce   | 9         | 3                                     |
| Panel du travail                      | 11        | 4                                     |
| Total                                 | 43        | –                                     |

### Sources
- (en) Cet article est partiellement ou en totalité issu de l’article de Wikipédia en anglais intitulé « Vocational panel » (voir la liste des auteurs).
- Le Seaned sur le site du Sénat de la République française.